# Pedro Arandadíaz Muñoz
Pedro Arandadíaz Muñoz (León, México; 29 de junio de 1933-Tulancingo de Bravo, 11 de noviembre de 2018) fue un obispo católico mexicano, décimo segundo obispo y primer arzobispo de la arquidiócesis de Tulancingo.
Siendo licenciado en teología, enseñó en algunos seminarios, así como fungió de capellán y párroco. Desde 2008 fue arzobispo emérito de Tulancingo tras su renuncia.

## Biografía
Nació en León, Guanajuato, el 29 de junio de 1933. Sus padres eran Guillermo Arandadíaz y Carmen Muñoz. En esa misma ciudad recibe los sacramentos de iniciación cristiana.
Entre 1945 y 1948 estudia en Toluca, en la Escuela Apostólica de los Padres Claretianos, para pasar al seminario de la aún diócesis de León por un año. Después es enviado a Roma, a la Universidad Gregoriana, para estudiar filosofía y teología.
En Filosofía, se tituló licenciado en 1952 en Roma y doctor en 1954 por la Universidad de Innsbruck en Austria. Para 1956 es ordenado sacerdote en Roma por el entonces obispo Luis Traglia y un año después se titula licenciado en Teología en Roma. En 1958 recibe una diplomatura en Teología Espiritual por la misma Universidad Gregoriana. También siguió algunos cursos en Múnich e Innsbruck.

### Ministerio sacerdotal
Fue director espiritual y profesor en el Seminario Diocesano de León por nueve años hasta 1967. Después fue nombrado vicerrector del Colegio Mexicano en Roma un año, y regresó al seminario de León cuatro años más.
Tras su permanencia en el seminario, participó en la pastoral social de la diócesis, fue abogado y procurador del Tribunal Eclesiástico y capellán del Templo de San José de Gracia. También se le encomendó ser párroco en San Francisco del Rincón, siendo este lugar donde es preconizado como obispo de Tulancingo.

### Ministerio episcopal
El 10 de abril de 1975, por orden de Pablo VI, es nombrado obispo. Su consagración episcopal se hizo en la catedral de Tulancingo el 24 de junio del mismo año, presidiendo el cardenal Miguel Darío Miranda Gómez.
Como obispo reorganizó las vicarías, equipos de servicio y la administración diocesana, e impulsó la pastoral indígena, donde nombró a un delegado episcopal. Así mismo convocó a un Tercer Sínodo Diocesano.
En 2006 Benedicto XVI crea la Provincia Eclesiástica de Hidalgo, nombrando a Pedro Arandadíaz primer arzobispo metropolitano. El 29 de junio del 2007 recibe el palio arzobispal en Roma de manos del papa.
En el año 2008 presenta su renuncia al papa, debido a que rebasaba el límite de edad del Código de Derecho Canónico para ejercer un gobierno pastoral. Benedicto XVI la acepta el 4 de junio de ese año. Desde entonces fue arzobispo emérito, y residía en Tulancingo de Bravo.